# White Mountains (California)
Le White Mountains (montagne bianche) della California sono una catena montuosa della California centro-orientale, poste tra la Sierra Nevada e il confine con lo Stato del Nevada.
Si estendono da nord a sud per circa 97 km, con una larghezza media di 16 km. Culminano a 4.344 metri col "White Mountain Peak", la terza montagna più alta della California.
Sono situate nella contea di Inyo, all'interno della foresta nazionale Inyo National Forest.
La catena è delimitata a est dalla Valle di Owens, che la separa dalla Sierra Nevada, a est dalla Fish Lake Valley (Nevada), a sud dal Westgard Pass e a nord dal Montgomery Pass.

## Ecologia
Le White Mountains della California fanno parte di una vasta zona arida che attraversa buona parte degli Stati Uniti sud-occidentali, spingendosi fino al Messico nord-occidentale, chiamata Basin and Range Province. L'effetto dell'altitudine permette però la presenza una considerevole flora e fauna.

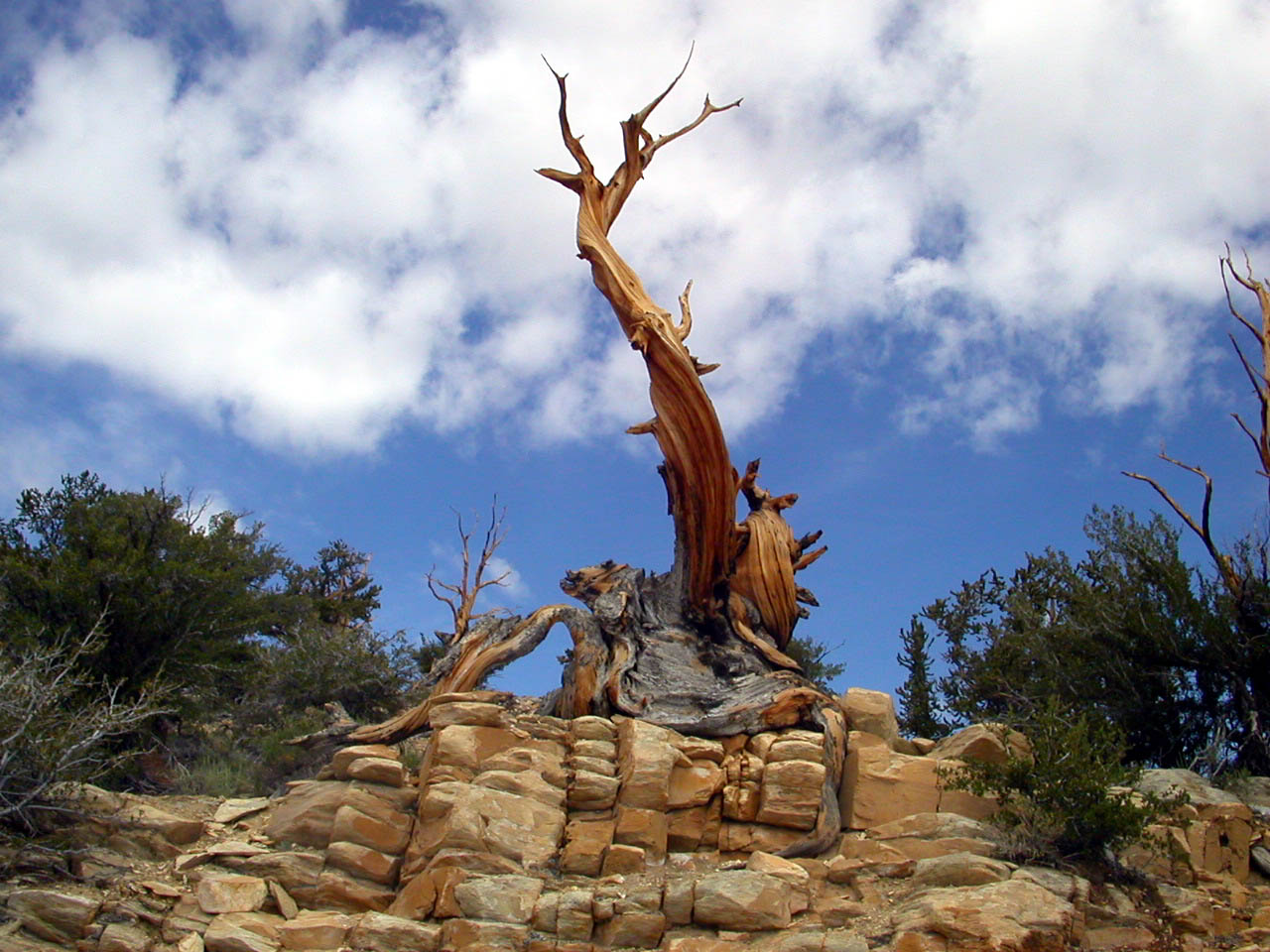
Un pino bristlecone
delle White Mountains

Dai 2000 ai 2500 metri di quota si trovano boschi di pini chiamati "single-leaf pines" (pinus monophylla) e chiazze arbustive di ginepro dello Utah. Dai 2800 ai 3500 metri si trova una foresta rada di tipo subalpino, composta da pini dai coni setolosi (bristlecone pine), pini Lodgpole (pinus contorta) e pini gialli (pinus ponderosa). Vi si trovano anche pioppi del genere populus tremuloides (chiamati aspen negli Stati Uniti).
Nella fascia intermedia dai 2500 ai 2800 metri si trovano principalmente arbusti di Cercocarpus (famiglia delle rosaceae).
Alla quota di 2900-3000 metri si trova un esemplare di pino bristlecone, chiamato Matusalemme, che ha un'età stimata in 4841 anni (nel 2009), facendone l'albero, e anche l'organismo vivente, più vecchio del mondo.
La fauna comprende due mandrie di bighorn sheep, il cervo mulo, la marmotta e il mustang.

## Escursionismo
Una strada percorribile con veicoli a quattro ruote motrici conduce in prossimità della vetta principale, a quota 4.330 metri, dove è presente una stazione di ricerca climatologica gestita dall'Università della California. La strada è spesso chiusa a quota 3.560 metri ed è necessario un permesso per proseguire.
A nord della vetta principale vi sono altre sei cime che superano i 4000 metri, l'ultima della quale, il Broadway Peak (4007 m) è il punto più alto dello Stato del Nevada.